# 홍석현
홍석현(洪錫炫, 1949년 10월 20일 ~ )은 대한민국의 미디어 거물 겸 외교관이다. 중앙일보, JTBC 회장을 지낸 이후 중앙홀딩스 회장, 재단법인 한반도평화만들기 이사장, 한국기원 총재를 맡고 있다. 이건희의 처남이며 이재용의 외숙부이다.

## 생애
경기고등학교와 서울대학교 전자공학과를 나온 그는 미국 스탠퍼드대학교에서 산업공학 석사와 경제학 박사 학위를 받았다.
1977년부터 1983년까지 세계은행(IBRD) 이코노미스트로, 1985년부터 이듬해까지 한국개발연구원(KDI) 연구위원으로 일했다.
1986년부터 삼성코닝 상무, 전무, 부사장 역임 후 1994년 중앙일보 사장으로 취임해 1999년 회장직에 올랐다. 이때부터 중앙일보 한글제호 변경, 가로쓰기 시행, 섹션신문 발행 등 한국 일간지의 혁신을 주도하며 언론인의 길을 걸어온 그는 세계신문협회 회장(2002~2005년), 한국신문협회 회장(2003~2005년)을 역임했다. 아시아 지역 출신이 세계신문협회장을 맡은 건 당시 홍 회장이 처음이었다.
2005년에는 주미 한국대사를 지냈다. 2006년 중앙일보 회장 복귀 후 2011년부터 JTBC 회장을 겸임했다. 그리고 2017년 3월, 중앙일보와 JTBC 회장직을 사임했다.
2014년부터 한국기원 총재를 맡고 있다. 이 밖에도 세계문화오픈(WCO) 조직위원회 위원장, 삼극위원회(Trilateral Commission) 아시아 태평양 그룹 부회장, 아시아재단 이사, 전략국제문제연구소(CSIS) 이사, 채텀하우스(Chatham House)  고문 등으로 폭넓은 활동을 했다.
2005년 2월에 주미 대한민국 대사로 재직하다가 삼성 X파일 사건과 관련된 논란으로 주미대사직을 중도에 사퇴하였다.
그 후 2006년 12월 27일에 중앙일보 회장으로 복귀하였다.

## 학력
- 경기고등학교 졸업
- 서울대학교 전자공학 학사
- 스탠퍼드 대학교 산업공학 석사
- 스탠퍼드 대학교 경제학 박사

### 명예 박사 학위
- 극동연방대학교 법학 명예박사
- 포항공대(포스텍) 전자전기공학 명예박사
- 세종대학교 공공정책학 명예박사
- 키메프대학교 국제관계학 명예박사

## 경력
- 1977년 3월 ~ 1983년 3월: 세계은행(IBRD) Economist
- 1983년 3월 ~ 1983년 10월: 재무장관 비서관
- 1983년 10월 ~ 1985년 1월: 대통령 비서실장 보좌관
- 1985년 4월 ~ 1986년 9월: 한국개발연구원(KDI) 연구위원
- 1986년 9월 ~ 1994년 3월: 삼성코닝 상무, 전무, 부사장
- 1994년 3월 ~ 1999년 10월: 중앙일보 사장, 발행인
- 1999년 10월 ~ 2005년 2월: 중앙일보 회장, 발행인, 인쇄인
- 2002년 5월 ~ 2005년 2월: 세계신문협회(WAN) 회장
- 2003년 3월 ~ 2005년 2월: 제35대 한국신문협회장
- 2003년 6월 ~ : 세계문화오픈(World Culture Open) 조직위원회 위원장
- 2005년 2월 ~ 2005년 9월: 제20대 주미국 대한민국대사관 대사
- 2006년 12월 ~ 2017년 3월: 중앙일보 회장
- 2011년 2월 ~ 2017년 3월: JTBC 회장
- 2011년 4월 ~ 2017년 12월: 중앙미디어네트워크 회장
- 2012년 12월 ~ 2019년 6월: 삼극위원회(Trilateral Commission) 아시아태평양위원회 부회장
- 2013년 1월 ~ 2017년 5월: 아시아재단(Asia Foundation) 이사
- 2014년 3월 ~ : 서예진흥재단 이사장
- 2013년 12월 ~ 2017년 1월: 전략국제문제연구소(Center for Strategic and International Studies) 이사
- 2014년 1월 ~ 2018년 10월: 한국기원 총재
- 2014년 2월 ~ 2016년 8월: 대한바둑협회장
- 2014년 4월 ~ : 베르그루엔 거버넌스 연구소 21세기 위원회 멤버 (Berggruen Institute on Governance, 21st Century Council)
- 2014년 7월 ~ 2016년 6월: 국제바둑연맹(International Go Federation) 회장
- 2014년 8월 ~ 2017년 5월: 채텀하우스 고문 (Chatham House, Panel of Senior Advisers)
- 2016년 1월 ~ 2018년 1월: 경기고등학교 동창회장
- 2017년 4월 ~ 2017년 11월: 한반도포럼 이사장
- 2017년 5월: 대통령 미국 특사
- 2017년 11월 ~ : 재단법인 한반도평화만들기 이사장
- 2018년 1월 ~ : 중앙홀딩스 회장
- 한-미 의회외교포럼 자문위원

## 중앙일보 혁신
1994년 중앙일보 사장으로 취임한 이래 중앙일보는 한국 일간지 중 혁신적인 행보를 계속해왔다.
1994년 한국의 일간신문 중 최초로 일반/경제/스포츠 등 섹션을 분리한 신문을 발행했으며 최초로 전문기자 제도를 도입하기도 했다. 1995년 ‘조인스’라는 온라인 뉴스 서비스를 시작하고 2007년 중앙SUNDAY 일요신문을 창간했다.
2009년 중앙일보는 한국 일간지 최초로 판형을 대판에서 베를리너판으로 변경했다.

## 글로벌 미디어그룹 경영
2000년대 들어 중앙일보는 종합미디어그룹 중앙미디어네트워크를 일궈냈다.
신문군(중앙일보ㆍ중앙SUNDAYㆍ일간스포츠ㆍ코리아중앙데일리), 방송군(JTBCㆍJTBC2ㆍJTBC3폭스스포츠ㆍJTBC GOLF), 출판, 매거진, 엔터테인먼트(메가박스) 등 미디어 계열사를 두루 갖추며 중앙미디어네트워크는 한국에서 유일하게 다채로운 미디어 포트폴리어를 갖춘 종합미디어그룹이 됐다.
중앙미디어네트워크는 2015년 멀티플렉스 메가박스를 인수한 데 이어 이듬해 ㈜보광을 인수했다. (주)보광은 이후 휘닉스호텔앤드리조트로 바뀌었다.
중앙미디어네트워크는 2018년 중앙그룹으로 새롭게 출범했다.

## 국내외 활동

### 알파고 명예9단증 수여
한국기원 총재로 2016년 3월 인공지능(AI) 알파고에게 명예 9단증을 수여했다. 알파고는 이세돌 9단과의 5번기에서 4:1로 승리했다.  "세계 최강의 실력을 보여준 딥마인드 알파고 개발팀에 경의를 표하고 이에 맞서 초인적인 정신력과 창의성을 보여준 이세돌 9단에 박수를 보낸다"면서 "한국을 비롯한 세계 각국에 인공지능 신드롬을 불러일으킨 이번 대회가 단지 인간과 컴퓨터의 바둑 대결이 아니라 인공지능이 인류에 기여할 무한한 가능성을 꿈꾸는 계기가 됐을 것으로 기대한다"고 말했다.

### PCI 빌딩 브릿지스 어워드 수상
2016년 2월 한국에서 최초로 태평양세기연구소(PCI)로부터 ‘PCI 빌딩 브릿지스 어워드’ 개인부문 상을 수상했다. PCI는 미국과 아시아·태평양 연안국 간 상호 이해와 교류 증진을 위해 1990년 설립된 비영리 재단이다. 2000년부터 아·태 지역 국가의 가교 역할을 하고 미래 비전을 제시한 개인과 단체에게 상을 주고 있다. 지금까지 윌리엄 페리 전 미국 국방 장관, 해럴드 브라운 전 미국 국방 장관, 크리스토퍼 힐 전 미국 국무부 차관보, 로버트 스칼라피노 전 UC버클리 교수,  캐슬린 스티븐스 전 주한 미국 대사 등이 상을 받았다.

### 미원렉처
2015년 5월 28일 ‘새로운 한·중·일 시대와 대한민국의 꿈’이란 특강에서 “현재 한국은 아시아 최고 수준의 개방을 통해 세계의 인재와 자본을 끌어들이는 제3의 개국이 필요하다”고 말했다. 또 “한국은 ‘매력국가’ ‘향기가 나는 국가’라는 비전을 추구해야 한다”고도 했다.  경희의 대표적인 특별강연 시리즈 중 하나인 <미원렉처>는 경희대학교 설립자 조영식 박사의 호 ‘미원(美源)’을 따서 이름 지은 강연이다. ‘학문과 평화’의 전통의 연장선상에서 기획한 <미원렉처>는 국내외 석학과 거장, 실천인을 연사로 초빙해 강연을 진행한다.

## 문화다양성 기여
J글로벌포럼과 삼극위원회를 주최하며 학자와 언론인들 간의 유대를 끈끈히 하는 데 기여했다. 그가 조직위원장으로 재직 중인 월드컬처오픈(WCO)은 세계인의 평화와 친선, 화합과 축제의 장 마련, 신문화 창출, 나눔과 배움의 기회 마련, 건강하고 아름다운 세상을 만드는 글로벌 네트워크 구축, 생명운동과 상생운동 전개 등을 목적으로 하는 세계적인 문화행사이다.
한국 전통문화를 보전하기 위한 노력의 일환으로 2007년 화동문화재단을 설립했다. 화동문화재단은 광화문 복원 과정을 담은 다큐멘터리 `아치 오브 인라이튼먼트(The Arch of Enlightenment)‘ 제작을 후원하기도 했다.
또 흩어져있는 서예 관련 단체들을 통합해 서예진흥위원회를 만들고 예술의 전당에 세계에서 유일한 서예박물관을 개관했다.

## 탈세 사건과 해당 관련 논란
1999년 6월 29일 보광그룹에 대한 세무조사가 있었고, 그 후 1999년 10월 2일 홍석현은 특가법상 조세포탈 혐의 등으로 구속되었다.
1심에서는 징역 3년, 집행유예 5년 및 벌금 38억원을 선고받았고,
2000년 5월 26일 대법원에서 징역 3년, 집행유예 4년 및 벌금 30억원 판결을 받았는데, 2000년 8월 15일을 기하여 광복절 특사로 사면복권된다.
그 보름 후 중앙일보 회장으로 복귀한다. 당시 이 사건을 놓고 언론계 안팎에서는 언론 탄압, 정치 보복이라는 반발이 강하게 제기됐다.

## 최근 주요 활동
전례없는 '5월 대선'에서 선출된 문재인 대통령은 취임 이후 주요 4대국 외교 채널 정상화를 위해 특사를 파견하면서 미국 특사로 홍석현 당시 한반도포럼 이사장을 선임한다. 홍 특사는 미국 워싱턴DC에 있는 백악관에서 도널드 트럼프 미국 대통령을 만나 친서를 전달했다. 트럼프 대통령은 홍 특사에게 "지금은 압박과 제재 단계에 있지만, 어떤 조건이 되면 관여(engagement)로 평화를 만들 의향이 있다"며 북핵 문제와 관련해 처음으로 '평화'를 언급하기도 했다. 또 미국 상·하원 군사위원장을 만나 새 정부 대미(對美) 외교의 물꼬를 텄다.
평소 한반도 평화와 남북 통일에 큰 관심을 가져온 홍석현 한반도포럼 이사장은 강연과 대담 등을 통해 평소 소신과 철학을 밝혀왔다. 2017년 3월 29일 서울대 통일평화연구원 초청으로 열린 '비핵화와 교류협력은 가능한가'라는 특강에서 "북한과의 교류와 접촉을 통해 남·북 간의 이질성을 줄이고 동질성을 키워나가는 것이 우리가 언젠가 만들어가야 할 통일의 과정에 있어 굉장히 필요한 일"이라며 "우리가 통일을 포기하지 않는다면 북한을 상대로 한 접촉 노력을 전면적으로 포기할 수 없다"고 강조했다.
2017년 4월 14일 청년 정당 '우리미래' 초청으로 열린 대담에 나선 홍 이사장은 '통일대통령의 조건'에 대해 허심탄회한 대화를 나눴다. 이 자리에서 홍 이사장은 "국가지도자가 되려는 사람들이 대통령 선거에서 통일 담론을 얘기하지 않는다면 직무유기"라며 "이번 대선에 나선 후보들은 자신만의 통일 담론을 내놓고 (보수·진보 후보별로) 역할 분담을 해서 정교한 통일정책을 만들어 나가야 한다"고 말했다.

## 직계 가계
- 아버지 홍진기(洪璡基, 1917년 3월 17일 ~ 1986년 7월 13일) - 중앙일보 대표이사 회장, 법무부 장관
- 어머니 김윤남(金允楠, 1924년 6월 25일 ~ 2013년 6월 5일)
  - 누나 홍라희(洪羅喜, 1945년 7월 15일 ~ ) - 前 삼성미술관 리움 관장
  - 매형 이건희(李健熙, 1942년 1월 9일 ~ 2020년 10월 25일) - 삼성전자 회장
  - 아내 신연균(申硯均) - 신직수의 딸 -(재)아름지기 이사장
    - 장남 홍정도(洪正道, 1977년 11월 11일 ~ ) - 중앙홀딩스 중앙일보 JTBC 대표이사 겸 사장,

  - 남동생 홍석조(洪錫肇, 본래 1953년 1월 8일  음력 1952년 12월 ~ ) - BGF리테일 회장 , 홍진기법률연구재단 이사장
  - 남동생  홍석준(洪錫埈, 1954년 9월 17일 ~ )[18] - 보광창업투자㈜ 회장, 前 삼성SDI 부사장
  - 남동생 홍석규(洪錫珪, 본래 1956년 1월 15일 음력 1955년 12월 ~ ) - 휘닉스소재 회장 , 보광그룹 회장
  - 여동생 홍라영(洪羅玲, 본래 1960년 1월 10일 음력 1959년 12월  ~ ) - 삼성미술관 리움 총괄부관장, 삼성문화재단 상무
  - 매제 노철수(盧哲秀, 1956년 7월 27일 ~ ) - 애미커스 회장

## 같이 보기
- 여시재
- 리셋코리아